# پروانه مورفو
پروانه مورفو (نام علمی: Morpho) نام یک سرده از زیرخانواده درخشان‌بالان است.

## نگارخانه

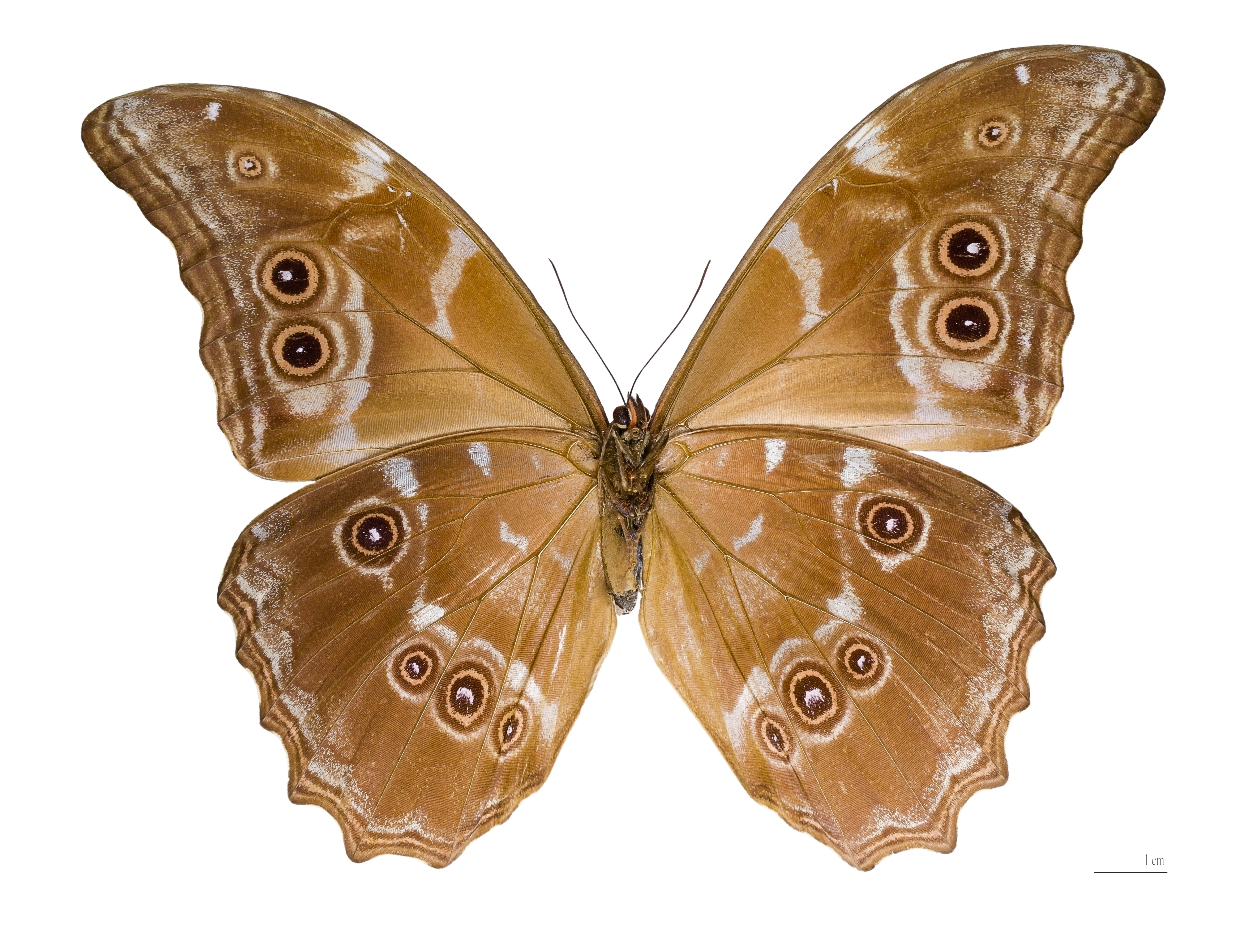
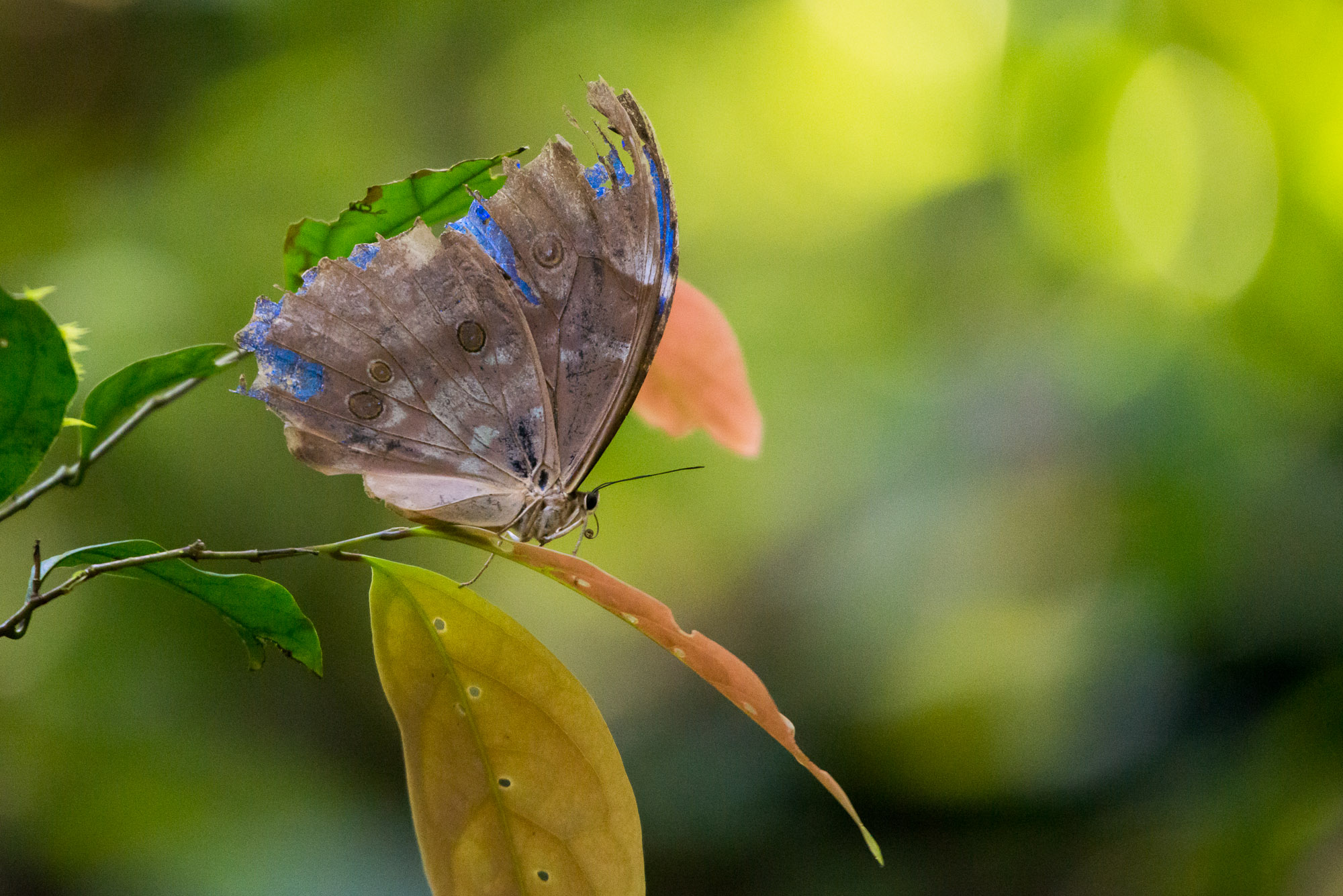
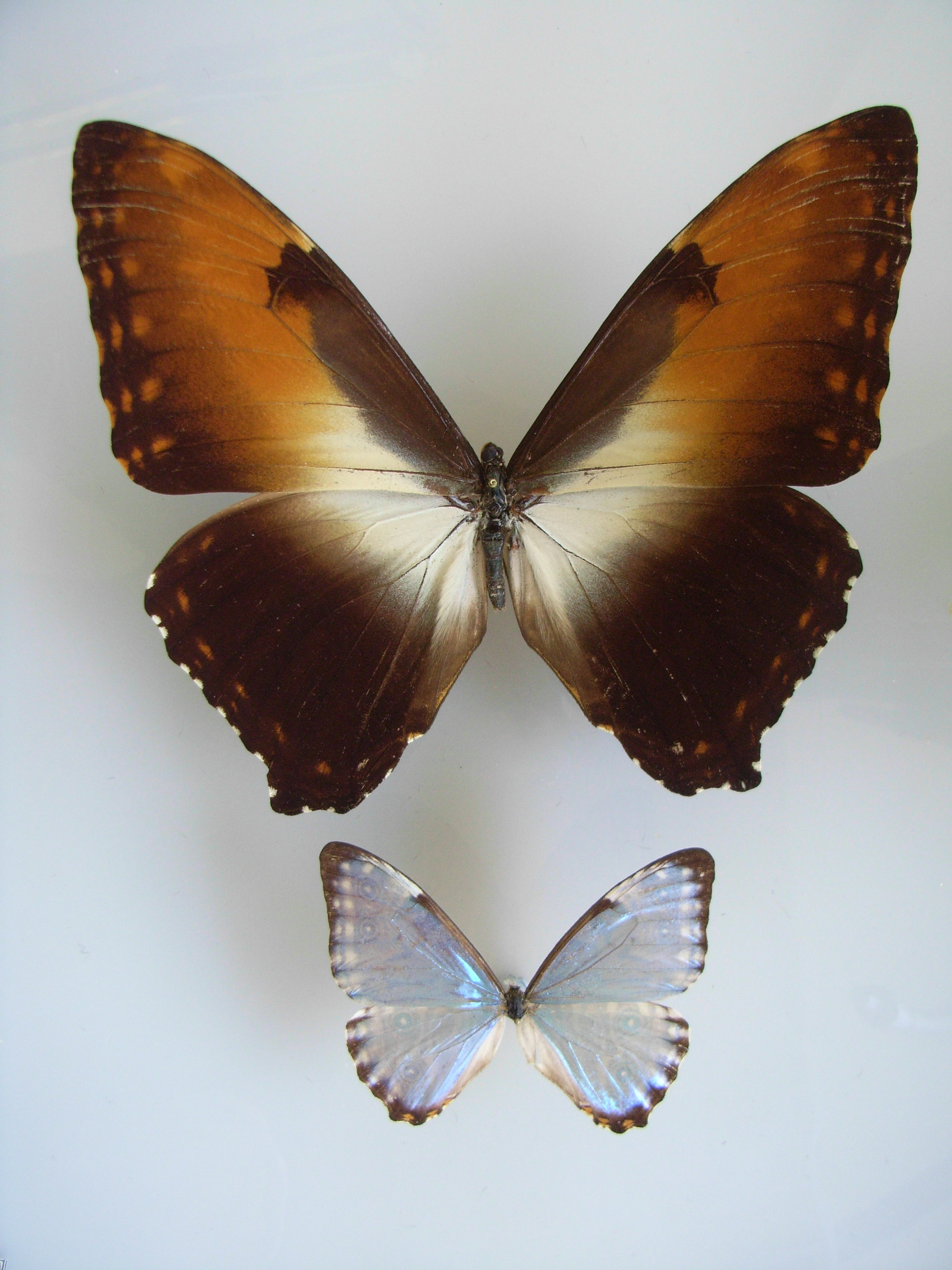
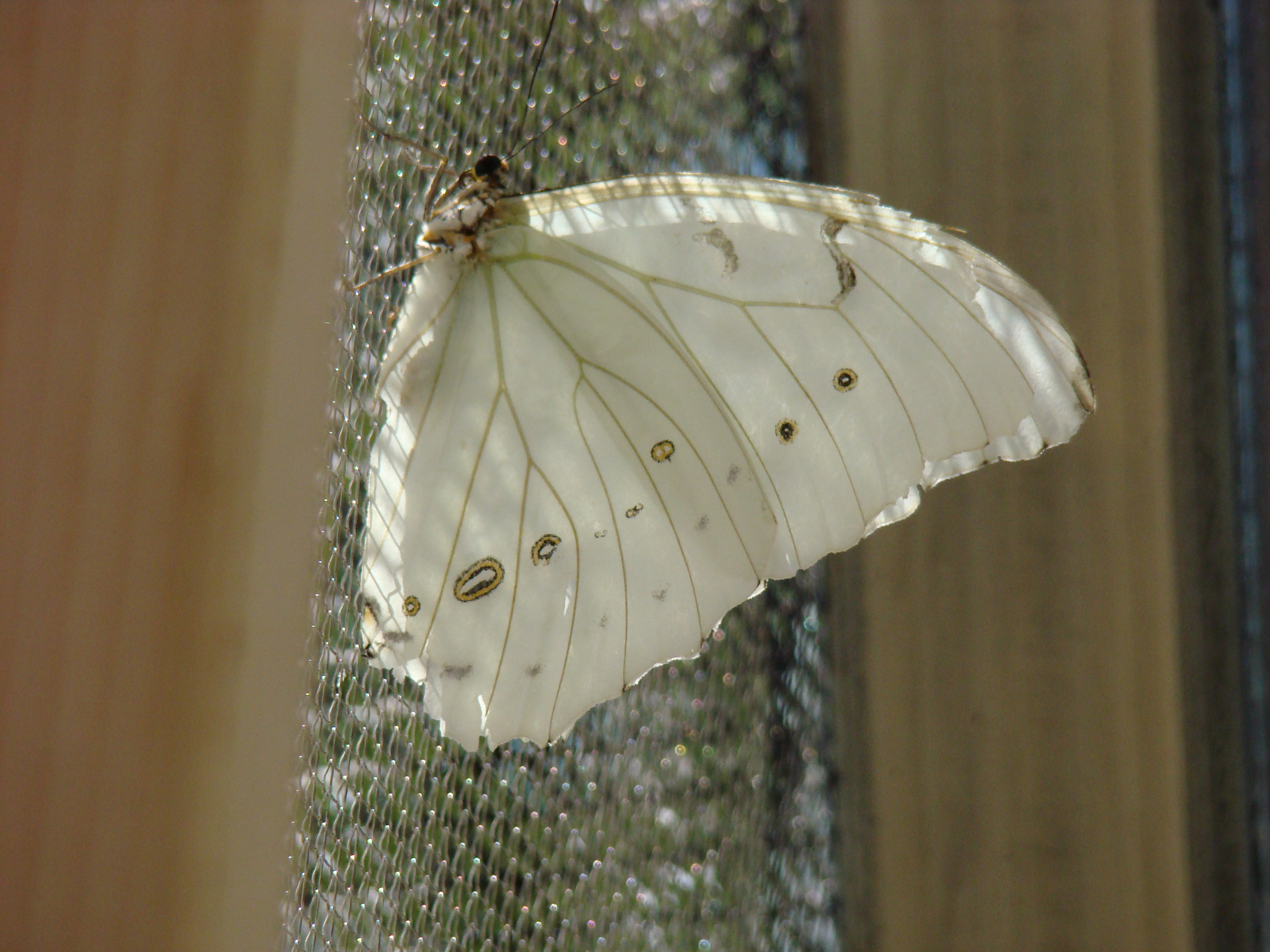
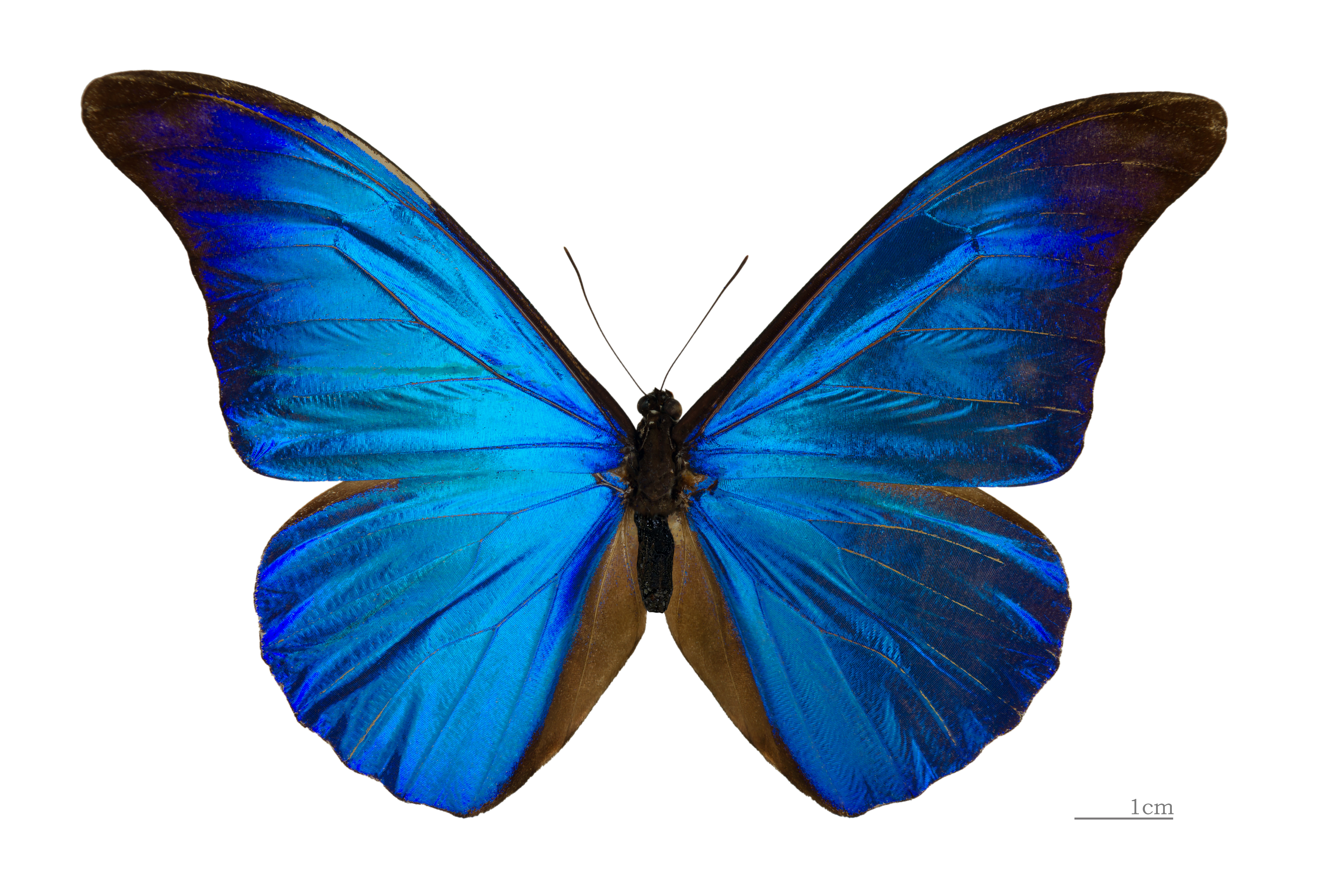
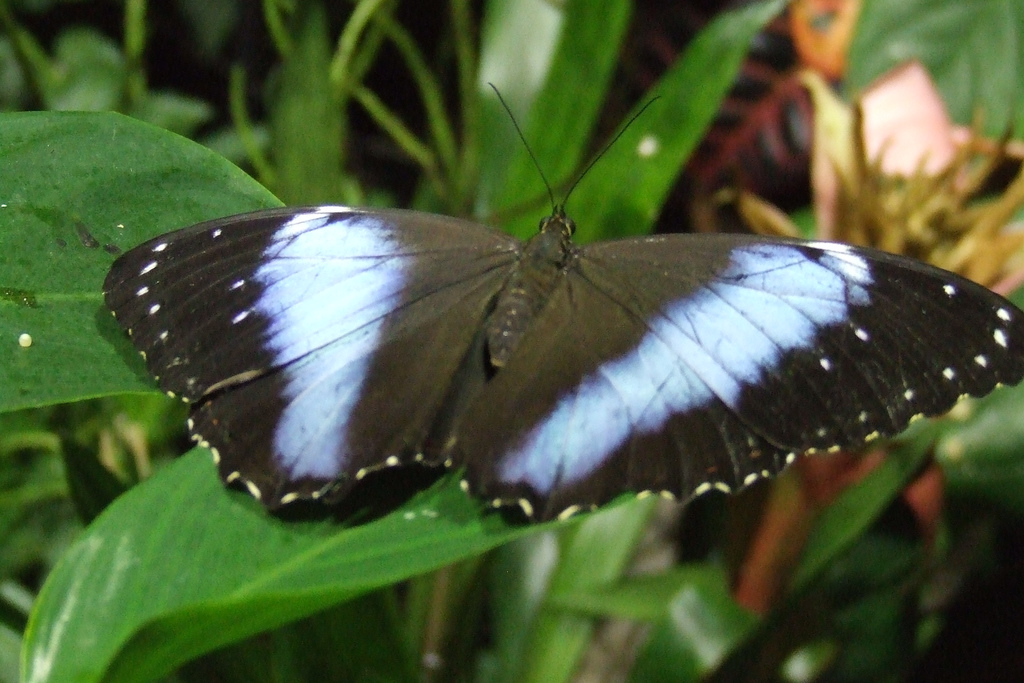
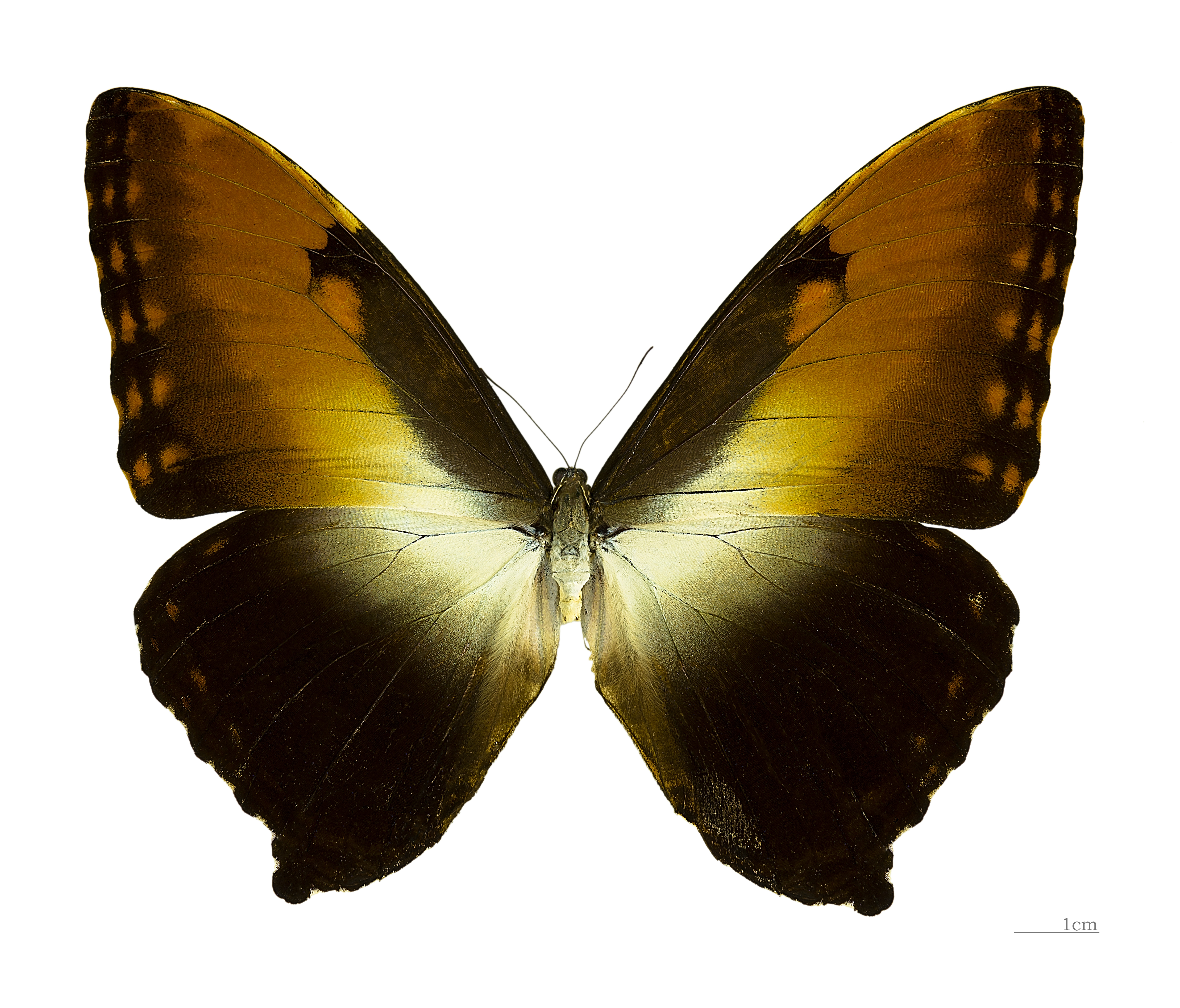
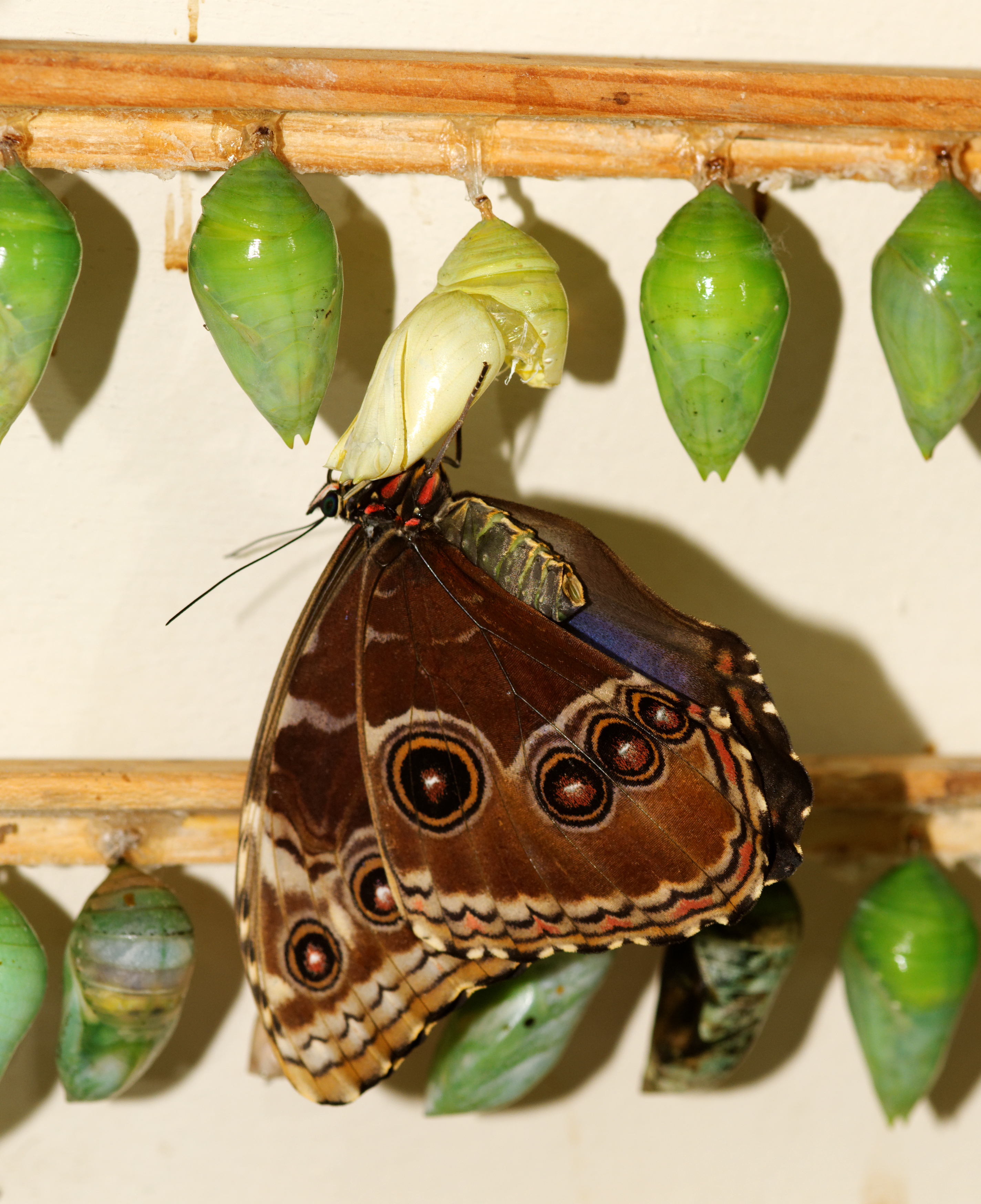
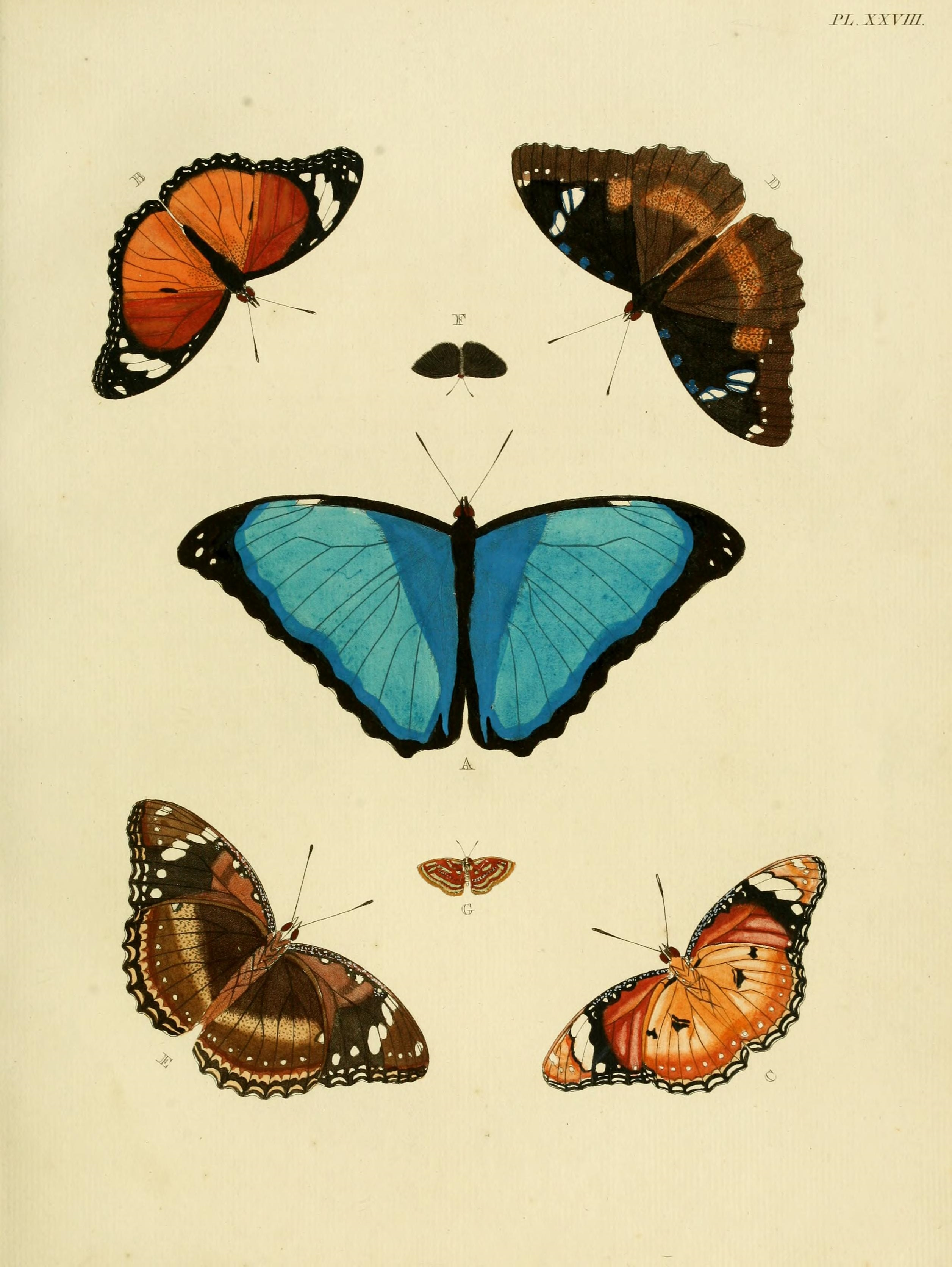